# 怪獸家族
怪獸家族（日語：バンパイヤン・キッズ，英語：Vampian Kids，香港翻譯：烏龍殭屍）為Production I.G的動畫作品，由富士電視台於2001年10月13日播放至2002年3月30日，全26話（3話未放映）。

## 概要
原本是1999年作為電視企劃，約20分鐘的試播節目「なんちゃってバンパイヤン」，後來被導演湯浅政明加以製作成一套動畫。至於作為設計原案的吉田すずか因為有著龍之子公司創始者吉田龍夫的血統、也讓本作發揮出龍之子公司的風格。
是專門制作高年齡層向動畫的I.G，為其在作出「蠟筆小新（但原作是在青年雜誌連載）」（SHIN-EI動畫 製作）、「PaRappa the Rapper」（J.C.STAFF製作）後，所作出來的下一個孩童面向之動畫、但這部作品之後，就再也沒發表過以低年齡層為主的作品。
DVD全七集，在Bandai Visual發售、第一集中有收錄作為影像特典的原作「なんちゃってバンパイヤン」。

## 劇情
因為一件意想不到的意外、讓原本住慣故鄉怪獸島的那其亞提伯爵一家被迫永久放逐到人間界（也就是地球）。但是死神裁判官仍給他們「只要在人間界嚇到一千人就能回來」的條件。而到底那其亞提伯爵一家可不可以完成這個條件，成功回去他們的故鄉呢……？

## 登場角色
- 那其亞提伯爵：愛川欽也

蘇蘇的爸爸，為怪獸島上的吸血鬼名門‧那其亞提家族的第十三代繼承人。熱愛發明，但也因此忘記作為怪獸就是要嚇人的本份，於是被怪獸法院判決要放逐到人間界中，直到能完成嚇倒一千人的條件才能回來。所以他為了這個條件而不斷努力著，但其卻老是失敗。
喜歡喝柳橙汁，因為是吸血鬼，能自由變成蝙蝠，不過在看到滿月時，也會變成狼人。
- 蘇蘇：小山茉美

本作女主角，為吸血鬼和魔女的混血小女孩。因為爸爸被放逐到人間界而跟著來到人間，並且因為被小悟所救而愛上他，讓她非常想要留在人間界中，所以對於爸爸要嚇人的計畫，常常會阻止他。
因為是吸血鬼之子，因此能自由地變成蝙蝠，也因為擁有魔女的血統，所以能使用簡單的魔法。
- 伯爵夫人：鶴弘美

蘇蘇的媽媽，為魔女名門哈特家的繼承人。和老公及女兒一起來到人間界，認為只要能保持美麗的樣子，住在人間或怪獸島中都沒差。
只要魔法使用過頭，就必須躺在棺材中一個禮拜才能回復，所以為了美麗，不會輕易使用魔法。
- 機器人：竹本英史

蘇蘇家裡的管家機器人。由伯爵所發明，但卻是個瑕疵品，是台對伯爵的命令都不想理的吊兒郎當的機器人。
雖然是個機器人，卻喜歡吃洋芋片。
- 摩利朋：釘宮理惠

對伯爵相當忠心的可愛蝙蝠，常常喜歡靠近伯爵。
- 梧：竹内順子

本作的男主角，看起來就像是個普通的人類小男孩。因為救過蘇蘇，而讓蘇蘇喜歡上他，不過本人似乎都沒有注意到這件事情。
雖然害怕鬼，但因為一直都以為伯爵是個大魔術師，反而不怕伯爵他們。
- 加奈：水野理紗

長相甜美的人間小女孩，也是小悟喜歡的類型，身邊老是都會有男生在她身旁圍繞著。
- 馬克：山崎樹範
- 修/皮耶爾/法布：高橋廣樹
- 金塔：山崎みちる
- 金吉：井關佳子
- 米耶爾：長嶝高士
- 風向雞：歌原仁美
- 潘西：近田英紀
- 黑魯黑魯：緒方賢一
- 歌德：石井康嗣
- 雷達帽：石川耕作
- 外公：楠見尚己
- 幽靈船長：小杉十郎太
- 弗蘭肯：岩崎征實
- 庫倫：野上尤加奈
- 多拉媽媽：尾小平志津香
- 皮：小櫻悅子
- 帕佩塔：真山亞子
- 南瓜頭：興梠里美
- 馬修：松本吉朗
- 響板公主：嘉數由美
- 小偷貓：松山鷹志
- 茱莉安瓊：三橋加奈子
- 羅米修：下崎紘史
- 死神裁判官：青野武

## 主題歌
- 片頭曲：『フラストレーション ミュージック』
  - 歌/演奏：Hysteric Blue
  - 發行公司：Sony Music Records
  - 作詞/作曲：たくや
  - 編曲：Hysteric Blue&佐久間正英

- 片尾曲：『LA★BOOO』
  - 歌/作詞/作曲/編曲：ダンス☆マン
  - 發行公司：愛貝克思

劇中的音樂
劇中音樂由佐橋俊彦親自指揮並且由FACE MUSIC PUBLISHER演奏。使用木琴等打擊樂，呈現出童謠風格的流行曲風到古典曲風、讓內容呈現相當多的變化。

## 工作人員
- 原作：Production I.G
- 企画：金田耕司（富士電視台）・石川光久（Production I.G）
- 製作人：川上大輔（富士電視台）・高橋知子（ADK）・森下勝司（Production I.G）
- 角色原案：吉田すずか
- 角色設定：谷津美彌子
- 助理導演：酒井トヨカズ
- 美術監督：本郷恵理子
- 色彩設定：渡辺陽子
- 色彩設定補佐：水田信子
- 攝影監督：広瀬勝利
- 編輯：植松淳一
- 音響監督：鄉田ほづみ
- 音樂：佐橋俊彦
- 動畫制作協力：TRANS ARTS・XEBEC
- 動畫製作人：森田俊昭（TRANS ARTS）・坂部久明（Production I.G）
- 廣告：北野あすか（富士電視台）
- 企畫協力：ADK
- 導演：荒川真嗣
- 効果：蔭山満（Fizz Sound Creation）
- 錄音製作：神南スタジオ
- 角色分配：ネルケプランニング 原田三穂
- 音樂製作人：浅田裕之
- 音樂協力：Marvelous Entertainment・フジパシフィック音楽出版
- 製作：富士電視台・Production I.G
- 著作：(C)Production I.G/富士電視台・ADK・Bandai Visual

## 外部連結
- Production I.G 作品介紹（日語）